# Wolfgang Fauer
Wolfgang Fauer (* 28. Dezember 1924 in Görlitz; † 16. April 2005 in Gräfenberg) war ein deutscher Lehrer und Malakologe.

## Leben
Wolfgang Alexander Fauer wurde am 28. Dezember 1924 als erstes Kind von Olga und Willy Fauer in Görlitz geboren und wuchs dort mit einer Schwester auf. Nach dem Schulabschluss 1941 wurde er zum Reichsarbeitsdienst und dann 17-jährig zum Militär eingezogen. Nach einem Jahr Kriegsgefangenschaft in Italien absolvierte er eine Ausbildung zum Volksschullehrer. 1952 heiratete er Erna Dietzel, 1954 kam die gemeinsame Tochter zur Welt. Als Volksschullehrer war Fauer langjährig im fränkischen Großengsee und zuletzt als Konrektor in Hiltpoltstein tätig, die Pensionierung erfolgte 1987.
Fauer war vielseitig und besonders für Naturwissenschaften interessiert. Er sammelte Mineralien, Fossilien und Mollusken, mit denen er sich als Autodidakt auch wissenschaftlich beschäftigte. Am 16. April 2005 starb er in Gräfenberg.

## Schaffen
Angeregt durch die Begegnung mit dem Malakologen Ludwig Häßlein begann Wolfgang Fauer, sich intensiv mit Mollusken auseinanderzusetzen, wobei er vor allem zu den Clausilien arbeitete und publizierte. Er war selbst als Sammler sehr aktiv: in seiner näheren fränkischen Heimat, in den Alpenländern, in Italien, auf dem Balkan und in Griechenland. Seine umfangreiche Sammlung ist als Schenkung an das Zoologische Museum Hamburg gegangen. Mit Häßlein, David Geyer und Paul Ehrmann stand er in einer Tradition von Schullehrern, die in ihrer Freizeit wichtige Beiträge zur Zoologie der Mollusken erarbeiteten. Er war Mitglied der Deutschen Malakozoologischen Gesellschaft. Nach ihm wurden sechs Taxa benannt: Chilostoma faueri, Albinaria scopulosa faueri, Charpentieria (Itala) stenzii faueri, Isabellaria venusta faueri, Ocrcula faueri und Triloba thaumasia faueri.
Fauer leistete eine Reihe von Beiträgen zur Taxonomie. Folgende Taxa wurden von ihm neu eingeführt:
1. acuticosta Fauer 1993, Idyla bicristata --. Archiv für Molluskenkunde, 122: 57, Taf. 1, Abb. 9.
2. concinna Fauer 1978, Albinaria voithii --. Archiv für Molluskenkunde, 109 (1/3): 56, Abb. 2.
3. crassilabris Fauer 1993, Montenegrina janinensis --. Archiv für Molluskenkunde, 122: 55, Tef. 1, Abb. 7.
4. ernae Fauer 1988, Siciliaria --. Archiv für Molluskenkunde, 108 (4/6): 263, Abb. 1, 5.
5. errata Fauer 1985, Isabellaria vallata --. Archiv für Molluskenkunde, 115 (4/6): 301, Abb. 1.
6. haessleini Fauer 1978, Albinaria --. Archiv für Molluskenkunde, 109 (1/3): 57, Abb. 3.
7. jakupicensis Fauer 1993, Montenegrina janinensis --. Archiv für Molluskenkunde, 122: 56, Tef. 1, Abb. 8.
8. maniensis Fauer 1978, Albinaria voithii --. Archiv für Molluskenkunde, 109 (1/3): 53, Abb. 1.
9. moderata Fauer 1993, Albinaria discolor --. Archiv für Molluskenkunde, 122: 53, Taf. 1, Abb. 4.
10. neglecta Fauer 1993, Albinaria hohorsti --. Archiv für Molluskenkunde, 122: 51, Taf. 1, Abb. 2.
11. nordsiecki Fauer 1985, Macedonica thasia --. Archiv für Molluskenkunde, 115 (4/6): 303, Abb. 2.
12. nordsiecki Fauer 1991, Charpentieria (Itala) stenzii --. Archiv für Molluskenkunde, 120 (4/6): 163, Abb. 1.
13. pallida Fauer 1993, Montenegrina fuchsi --. Archiv für Molluskenkunde, 122: 54, Taf. 1, Abb. 6.
14. sibyllae Fauer 1993, Albinaria hohorsti --. Archiv für Molluskenkunde, 122: 52, Taf. 1, Abb. 3.
15. subaii Fauer 1991, Chilostoma --. Archiv für Molluskenkunde, 120 (4/6): 167, Abb. 1f.
16. tavropodensis Fauer 1993, Carinigera megdova --. Archiv für Molluskenkunde, 122: 53, Taf. 1, Abb. 5.
17. zilchi Fauer 1993, Albinaria --. Archiv für Molluskenkunde, 122: 50, Taf. 1, Abb. 1.

## Werke (Auswahl)
- Siciliaria ernae n. sp. eine neue rezente Clausilie aus Italien, Archiv für Molluskenkunde, 108 (4/6): 263–265.
- Zur Kenntnis der rezenten Clausilienfauna der südlichen Balkanhalbinsel (Gastropoda: Stylommatophra: Clausiliidae), Archiv für Molluskenkunde, 122: 49–61.